# نگاهی به شاه
نگاهی به شاه عنوان کتابی از عباس میلانی، درباره زندگی آخرین پادشاه ایران محمدرضا پهلوی است. این کتاب در ایران به فروش می‌رسد.

## موضوع
این کتاب روایتی از زندگی آخرین پادشاه ایران محمدرضا پهلوی است. متن کلی کتاب به صورت داستان‌وار و رمانگونه نوشته شده ولی به‌طور دقیق زندگی شاه را بررسی می‌کند. استفاده از روایت داستان‌وار بر جذابیت کتاب افزوده است. به عنوان پیشگفتار و توضیح هر فصل جملات یا پاراگراف‌هایی از نمایشنامه‌های شکسپیر استفاده شده که مربوط به موضوع فصل پیش رو است. کتاب به روایت پیوسته تاریخی پایبند نیست و هر فصلی مجزا بررسی می‌شود.

## فصل ها
1. هلندی سرگردان
2. بنیادی بیماری
3. تخت طاووس
4. تالیفات خوش دوران جوانی
5. بازگشت به وطن
6. تاج خار
7. خواب هرلی
8. طلوع جنگ سرد
9. قصر تنهایی
10. تیپای آژاکس
11. گربه‌ای روی شیروانی داغ
12. خرس روسی
13. سایه شوم کاملات
14. نخست‌وزیر حراف
15. افق امید بخش کاملات
16. بزم بیابانی
17. معماری و قدرت
18. کهنه جاسوس
19. توفان بزرگ
20. واپسین سفر شاه

سه بخش پیشگفتار روایت فارسی، راهنمای آرشیوها و فهرست اسامی در ترجمه این کتاب اضافه شده‌است.

## نمونه نوشتار
وقتی شاه در بالکن قصر الجنان کبیر نشسته بود قاعدتاً نه بهشت که دوزخ را در پس ذهنش میدید . محمدرضا شاه که زمانی نه چندان دور قدرقدرت می نمود حال تنها و افسرده زیر چلچراغی عظیم نشسته بود.... ص ۱
در واقع با روی کار آمدن مصدق ، و تلاشش برای ابقای این نکته که او واپسین و تنها سد راه برآمدن کمونیست‌ها در ایران است، میان او و و شاه رقابتی در این زمینه پدیدار شد.... ص ۱۶۸

## برخی از نقدهایی که برای این کتاب نوشته شد
کتاب میلانی یک منبع خوب از زندگی یکی از مرموزترین شخصیت‌های قرن بیستم است.
میلانی نشان دهنده جاده پیچیده و گسترده ایست که ایران و آمریکا تا به امروز پیموده‌اند.
نگاه منتقدان ایرانی عموماً در باره این کتاب مثبت بوده‌است. از آن جمله آرش اسدی این کتاب را یک اثر بی‌طرفانه خوانده و نگاه میانه گرای میلانی را در بین نگاه‌هایی که عموماً یا از شاه اسطوره می‌سازند یا او را دیوسیرت می‌خوانند ستوده است.

## نقل قول‌های میلانی در مورد کتاب و جنجال‌های پیرامون آن
عباس میلانی در اوت ۲۰۱۳ در بخش سخن مولف در سایت اینترنتی خود از سانسور دولتی در ایران و همچنین از کسانی که بدون اجازه او به صورت چاپ افست در تهران و شهرستان‌ها با ترجمه‌ای «معیوب و مغلوط» کتاب را پخش کردند انتقاد کرد. وی اظهار امیدواری کرد که مسئولین امر در ایران دست از آنچه او «لجاجت» خواند بردارند و اجازه چاپ و نشر کتاب را صادر کنند.
وی در همین زمان با اعلام بیانیه‌ای در سایت خود اظهار کرد "با رغبت تمام حاضرم در ایران از حقوقم به عنوان مولف کتاب نگاهی به شاه بگذرم و کتاب رادر داخل کشور، به‌طور رایگان، از طریق اینترنت و این وبسایت در اختیار همه علاقه‌مندان بگذارم."